# 西日本成人矯正医療センター
西日本成人矯正医療センター（にしにほんせいじんきょうせいいりょうセンター）は、法務省矯正局の近畿矯正管区に属する医療刑務所。全国4箇所の医療刑務所のうちのひとつである。医療法上の病院に該当する。

## 所在地
- 大阪府堺市堺区田出井町8-80
  - JR阪和線 堺市駅から徒歩で約15分、車で約5分

## 収容分類級
- M級
- P級
- MW級
- PW級
- A級
- W級

## 収容定員
- 267人（うち女子23人）

## 沿革
- 1974年3月 - 大阪刑務所大阪医療刑務支所が設置された[1]。
- 2001年4月1日 - 名称が大阪医療刑務所に変更された[2]。
- 2024年4月1日 - 名称が西日本成人矯正医療センターに変更された[3]。

## 組織
所長の下に3部を持つ3部制である。
- 総務部（庶務課、会計課、用度課）
- 処遇部（処遇担当、企画担当）
- 医務部（保健課、医療第一課、医療第二課、看護課）

## 裁判
大阪医療刑務所が民間会社に委託した、収容者などが乗車するバスの運転業務について、委託先社員の運転手に対し、直接指示する偽装請負が行われていたとして、2017年、運転手が、直接採用するよう大阪地方裁判所へ提訴した。2022年6月30日、偽装請負自体は認定されたものの、請求は棄却された。